# Nino Ramiszwili
Nino Szałwowna Ramiszwili (gruz. ნინო შალვას ასული რამიშვილი, ros. Нина Шалвовна Рамишвили; ur. 6 stycznia?/19 stycznia 1910 w Tyflisie, zm. 6 września 2000 tamże) – gruzińska i radziecka baletnica i choreografka, Ludowy Artysta ZSRR (1963).

## Życiorys
W latach 1922–1927 uczyła się w studium baletowym przy Tyfliskim Teatrze Opery i Baletu, po ukończeniu którego została przyjęta do trupy teatralnej, tańczyła w różnych grupach tanecznych, występując m.in. w gruzińskich operach. Od 1937 do 1945 była czołową tancerką Zespołu Tańca Ludowego Filharmonii Gruzińskiej, w 1945 wraz z mężem Ilją Suchiszwilim założyła Gruziński Zespół Tańca Ludowego, w którym pracowała do końca życia, w tym do 1972 jako solistka. Wystawiała numery taneczne charakteryzujące się dokładnością graficzną, plastycznością i umiejętnym wykorzystaniem gruzińskiego folkloru tanecznego. Wraz z zespołem odbywała tournees po wielu krajach (m.in. Węgrzech, Austrii, Włoszech, USA i innych. Jej grupa, jako pierwszy gruziński zespół, wystąpiła na scenie La Scala w Mediolanie; występ zakończył się trzykrotnym bisem i 14-krotnym podniesieniem się kurtyny. Mieszkała w Tbilisi, gdzie zmarła i została pochowana.

## Nagrody i odznaczenia
- Medal Sierp i Młot Bohatera Pracy Socjalistycznej (3 lipca 1990)
- Order Lenina (dwukrotnie, 17 kwietnia 1958 i 3 lipca 1990)
- Nagroda Stalinowska (1949)
- Nagroda Państwowa Gruzińskiej SRR im. Rustawelego (1974)

I medale.